# Notre besoin de consolation est impossible à rassasier
 (février 2012).
Notre besoin de consolation est impossible à rassasier (Vårt behov av tröst är omättligt) est un court essai paru en 1952 dans un magazine suédois, l'un des derniers écrits de Stig Dagerman (1923-1954). Il y développe ses réflexions sur le sens de l'existence, la mort, le suicide. Son suicide, le 4 novembre 1954, conclut de manière brutale ce petit ouvrage d'espoir.

## Écriture
L'écriture de Stig Dagerman est précise et sans ornement. Presque dépouillée, elle ne s'autorise que quelques images et comparaisons destinées à clarifier le propos aussi bien qu'à toucher le lecteur par leur simplicité. À la lecture de ces quelques pages, le lecteur s'étonne de la capacité de Stig Dagerman à mobiliser et à articuler concepts philosophiques vastes et logique discursive rudimentaire. Bien que philosophique, le propos est accessible grâce à l'implication de son auteur, lequel s'efforce d'être compris (littéralement et humainement) ; c'est pourquoi l'on peut dire que la rhétorique de ce texte est avant tout émotionnelle, bien que bâtie autour d'une réflexion rigoureuse. Le ton est maîtrisé, grave et souriant à la fois, alternativement sombre et lumineux, mais ne verse jamais dans l'excès. Cette contenance et cette humilité sont remarquables au fil de cet écrit court et jamais prétentieux. Dagerman compose un style crépusculaire teinté de stoïcisme que l'on pourrait croire artificiel par son unité, alors qu'il sonne si naturel. L'impression de bilan qui se dégage de cette écriture soignée et ramassée témoigne de l'état des réflexions de Dagerman peu avant son suicide : ses pensées se débarrassent du superflu pour se restreindre à l'équation essentielle de la vie et de la mort.

## Réflexion
Pessimiste, la pensée de Stig Dagerman est aussi profondément confiante ; cette ambivalence traverse chacune de ses phrases. Tenu par nature à l'écart de toute certitude, qu'il s'agisse de la foi religieuse ou du doute hyperbolique, Dagerman attribue son malheur à l'absence de repère stable qui lui offrît une raison de vivre. Remarquant qu'aucune des œuvres de la culture humaine ne peut lui fournir ce repère, il donne congé à la philosophie, à la croyance, à la liberté, à l'art, constatant que tous ces idéaux, toutes ces « consolations », pour peu que l'on ait quelque bon sens, n'existent que parce que leur contraire est souverain. Liberté ou déterminisme, orgie ou ascèse, désespoir ou fausse consolation, danger ou sécurité, temps ou éternité, tous ces mots nous ramènent à l'omniprésence de la mort. Le talent même de Dagerman est un fléau, puisqu'il condamne l'auteur à ne jamais savoir s'il contribua au progrès de la littérature. Enfin, la mort même, que d'aucuns pourrait voir comme la consolation d'une vie manquée, ne peut guère consoler celui qui veut voir dans la vie une consolation de la mort.
Pour se libérer du tourment de la mort, Dagerman invoque la présence d'autrui, unique repère stable susceptible de nous consoler. Mais trop souvent autrui fait défaut, et chacun doit se battre seul. En effet, si rien n'a de sens et si l'existence n'a guère de raison d'être, il ne reste à chacun que son propre combat pour l'indépendance et la liberté ; bien que cet effort trahisse la servitude indéfectible de l'homme : « Le signe définitif de ma liberté est le fait que ma peur laisse la place à la joie tranquille de l'indépendance. On dirait que j'ai besoin de la dépendance pour pouvoir finalement connaître la consolation d'être un homme libre, et c'est certainement vrai. » Il reste que ce combat oppose le monde et chacun à lui-même. Dagerman compte parmi les ennemis de sa liberté les autres, la dépression, son talent même (l'angoisse de nuire à son propre nom d'auteur), pour en arriver à considérer le suicide comme « seule preuve de la liberté humaine ».
Il est nécessaire d'en arriver à cette extrémité pour pouvoir poser les modalités de sa liberté. Dagerman peut alors adopter un ton plus positif en énumérant ses détachements successifs à l'égard de quiconque cherche à lui imposer un ordre, à l'égard du système qui ne laisse guère l'individu vivre selon sa nature, au temps qui tend à mesurer la vie de chacun en jours, mois, années quand celle-ci se mesure en expériences, moments et événements. Cette dernière libération affranchit l'individu du monde : puisque la vie ne se mesure pas en temps mais par « tout ce qui donne à [sa] vie son merveilleux contenu », l'éternité n'a plus d'importance, et il est absurde de vouloir suivre la marche du monde plus longtemps que ne le permet notre courte existence. Les vraies expériences de vie sont hors du temps.
Une rétractation finale empêche une conclusion trop positive qui ne se ferait qu'illusion sur le véritable état de l'homme. Si le combat décrit dans les paragraphes précédents est beau et se constitue comme raison de vivre, il n'en reste pas moins qu'il est minuscule et se borne aux limites que veut bien nous accorder le système. « Le monde est donc plus fort que moi. » On entrevoit tout ce que cette phrase porte de lucidité, de conscience, de combativité et en même temps de résignation désespérée. C'est Achille menant une bataille perdue d'avance, ou encore un Sisyphe actuel. La plus forte tension du texte se noue ici, dans cette ambivalence totale du combat pour la liberté, à la fois minuscule, circonscrit et quasiment perdu d'avance, et grand, héroïque, donnant une raison de vivre.
« Le monde est donc plus fort que moi. » Le suicide de Dagerman deux ans plus tard conclut définitivement les derniers paragraphes laissés en suspens, et donna raison à la liberté négative (par soustraction) — puisque la liberté positive n'est qu'un leurre.

## Publications
- Notre besoin de consolation est impossible à rassasier, Stig Dagerman, Actes Sud, Mémoires-Journ, trad. Philippe Bouquet, Paris, 1993,  (ISBN 2868693342).

## Mise en musique
En 1989, le compositeur français Denis Dufour achève la composition d'une œuvre de musique acousmatique, d'une durée de 67 min 22 s, intitulée Notre besoin de consolation est impossible à rassasier. Le texte de Stig Dagerman y est lu par Thomas Brando. Commencée durant l'été 1987, elle est créée à Paris le 16 janvier 1989 à l’auditorium 104 de la Maison de Radio France, dans le cadre du Cycle acousmatique de l’Ina-GRM. En 1991, elle est publiée sur disque compact dans les collections discographiques du GRM sous la référence INA C1010.
Le texte est lu et mis en musique par les Têtes Raides dans la dixième piste de leur album Banco, pour une durée d'approximativement vingt minutes.
Le titre a été repris par l'artiste français Guillaume Leblon en 2007 pour en faire un mur en terre cuite, présenté par la Galerie Jocelyn Wolff à la FIAC, Paris, 2007.

## Mise en scène
En 2000, le texte a fait l'objet d'une adaptation pour la scène au théâtre de la Mezza Luna de Liège. Mise en scène de Bernard Falaise interprétée par Jean-Bastien Tinant.